# Ricky Martin (album 1991)
Ricky Martin - debiutancki album portorykańskiego piosenkarza Ricky’ego Martina. Płyta została wydana 26 listopada 1991 roku przez wytwórnię Sony Music Mexico a później Sony Latin. Krążek rozszedł się w 500 000 egzemplarzy na całym świecie.

## Lista utworów
- „Fuego contra fuego” - 4:19
- „Dime que me quieres” - 3:16
- „Vuelo” - 3:59
- „Conmigo nadie puede” - 3:18
- „Te voy a conquistar” - 4:15
- „Juego de ajedrez” - 3:07
- „Corazón entre nubes” - 3:39
- „Ser feliz” - 4:38
- „El amor de mi vida” - 4:57
- „Susana” - 4:54
- „Popotitos” - 3:18

## Notowania
| Lista (16 maja 1992)          | Najwyższa pozycja |
| ----------------------------- | ----------------- |
| US Billboard Top Latin Albums | 5                 |